# Trötte Teodor (film, 1945)
Trötte Teodor är en svensk-fransk dramafilm från 1945 i regi av Anders Henrikson och Bengt Janzon.

## Handling
Teodor är nygift med Marianne. Hans svärmor bor hos paret och anser att han ska bekosta sin hustrus sånglektioner, men han har inte råd och påminns dagligen av detta av svärmodern. En av Teodors före detta förälskelser hotar att avslöja en hemlighet för Marianne om han inte betalar 600 kr. Teodor lovar att få fram pengarna och tar i hemlighet jobb som kypare för att klara det. 
När han tjänat ihop en del pengar beslutar han sig för att under falskt namn skicka ett bidrag till Mariannes sånglektioner. Hon beslutar sig för att träffa bidragsgivaren och Teodor ber en vän att spela rollen. Det leder till att Marianne blir förtjust i honom och tackar ja till att bli bjuden på restaurang. De hamnar naturligtvis på restaurangen där Teodor arbetar och en rad förvecklingar uppstår. Teodor går segrande ur det hela och Marianne får chansen att provsjunga, vilket leder till succé. 
Samma kväll blir han vittne till en händelse mellan svärmodern och hennes ungdomsvän. När svärmodern nästa dag som vanligt tjatar på Teodor om finansieringen av Mariannes sånglektioner kommer han med antydningar och svärmodern lugnar genast ner sig. Han har fått en hållhake på henne och har till slut blivit herre i sitt eget hus. 

## Om filmen
Filmen premiärvisades i 26 december 1945. Som förlaga har man Max Neals och Max Ferners pjäs Der müde Theodor (Trötte Teodor) från 1913. Filmen spelades in i AB Europa Studio Sundbyberg av Harald Berglund. Efter drygt halva inspelningen tvingades Anders Henrikson lämna inspelningen och Bengt Janzon övertog regiarbetet. Pjäsen hade tidigare filmats två gånger i Sverige, i regi av Gustaf Edgren 1931 under titeln Trötte Teodor och 1932 i regi av Henri Fescourt under titeln Service de nuit. I Tyskland har pjäsen filmats minst tre gånger: 1918, 1936 och 1957.

## Roller i urval
- Max Hansen - Teodor
- Annalisa Ericson - Marianne, Teodors hustru
- Tollie Zellman - fru Johansson, Teodors svärmor
- Anders Henrikson - Andersson, kallad Greven
- Inga-Bodil Vetterlund - Clary
- Bojan Westin - Eva
- Sven Lindberg - Konrad
- Hilda Borgström - grevinna
- Åke Claesson - president
- Carl-Gunnar Wingård - direktör
- Ivar Kåge - chef för frisersalongen
- Carl Reinholdz - vän
- Emile Stiebel - Bellini
- Börje Mellvig - perukman

## Musik i filmen
- Barcarole ur Hoffmanns äventyr, kompositör Jaques Offenbach
- En gla' bit, kompositör Nathan Görling
- Robin Hood, kompositör Zilas Görling
- Wein, Weib und Gesang, kompositör Johann Strauss
- Var barmhärtig, kompositör Nikolaj Bakalainikov
- Fröken Chic/Die Gigerlkönigin, kompositör Paul Lincke, svensk text Ernst Högman
- Hvem er det der banker, kompositör Erik Fiehn och Sylvester, svensk text Sören Aspelin.
- Bröllopssången, kompositör Kai Normann Andersen, text Gösta Rybrant
- Jon Blund, kompositör Kai Normann Andersen, text Gösta Rybrant
- Man ska ha en melodi, kompositör Kai Normann Andersen, text Gösta Rybrant
- Mariannes sång, kompositör Kai Normann Andersen, text Gösta Rybrant